# Arait Multimedia
Arait Multimedia S.A. es una productora audiovisual de España con sede en Aravaca, en Madrid. La empresa fue fundada en 1987 y desde sus comienzos se especializó en la adaptación y doblaje al mercado español de series de animación japonesa, incluyendo series como Urusei Yatsura (traducida como Lum la chica invasora), Sailor Moon, Digimon, One Piece, Slayers, Hamtaro, Detective Conan, Inazuma Eleven, Dragon Ball (también Z, GT y Kai) y Campeones: Oliver y Benji Y algunos de los episodios de Doraemon una serie que tiene doblaje perdido, entre otras.